# Matt Schaub
Pour les personnes de même nom de famille, voir Schaub.
(en) Statistiques sur pro-football-reference
Matthew Rutledge Schaub, né le 25 juin 1981 à Pittsburgh, (Pennsylvanie), est un joueur américain de football américain qui a évolué au poste de quarterback en National Football League (NFL) pendant dix-sept saisons.
Il y passe ses trois premières saisons avec les Falcons d'Atlanta (2004-2006) en tant que joueur remplaçant avant d'être échangé aux Texans de Houston. Il y reste pendant sept saisons (2007-2013) comme quarterback titulaire au cours desquelles il est sélectionné à deux reprises au Pro Bowl. Par la suite, il est joueur remplaçant pour les Raiders d'Oakland (2014) et les Ravens de Baltimore (2015). En 2016, il retourne chez les Falcons et passe les cinq dernières saisons de sa carrière en tant que remplaçant.

## Carrière

### Carrière universitaire et draft
Il a effectué sa carrière universitaire avec les Virginia Cavaliers, dont il a battu la plupart des records à son poste. Il est également l'un des passeurs les plus précis de l'histoire de l'Atlantic Coast Conference en complétant 67 % de ses passes à l'université.
Il est drafté en 2004 à la 90e position (troisième tour) par les Falcons d'Atlanta, et est le cinquième quarterback à être sélectionné, après Eli Manning, Philip Rivers, Ben Roethlisberger et J. P. Losman.

### Professionnelle

#### Avec lesFalcons d'Atlanta
Il est désigné remplaçant de Michael Vick pour la saison 2004, et sert principalement de holder. À la suite d'une blessure de Vick, il commence son premier match comme titulaire lors de la 16e journée, au cours d'une défaite contre les Saints de La Nouvelle-Orléans où il lance deux interceptions pour 188 yards. Il joue au total cinq autres matchs, comme remplaçant.
Pour la saison 2005, il conserve sa place de remplaçant. Il joue au total cinq rencontres, mais n'en entame qu'une seule, une courte défaite face aux Patriots de la Nouvelle-Angleterre, où il lance pour 298 yards, 3 touchdowns et aucune interception.
Il occupe encore le banc des remplaçants durant la saison 2006, à l'issue de laquelle il est échangé aux Texans de Houston.

#### Avec lesTexans de Houston

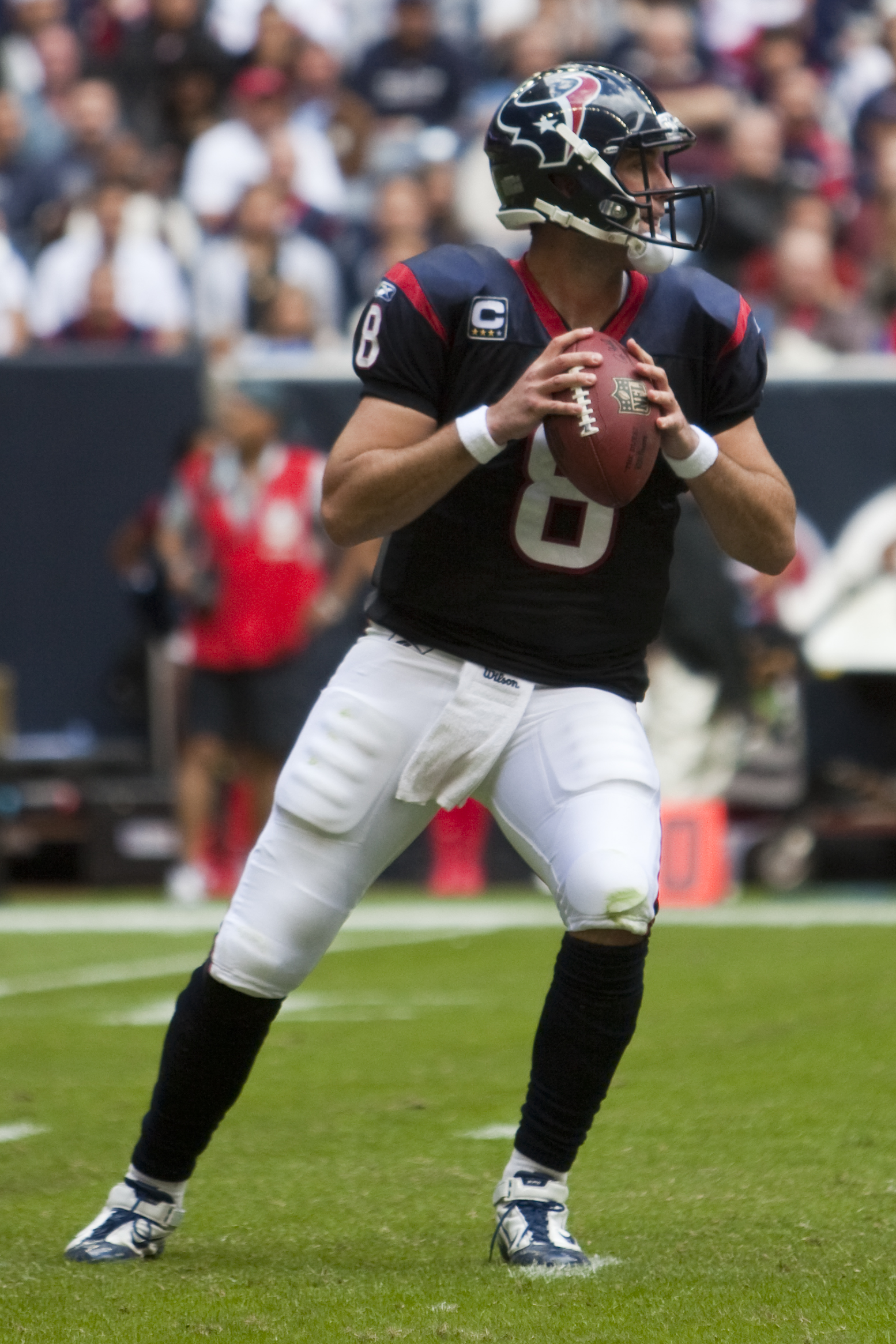
Schaub sous le maillot des Texans en 2010

Les Texans l’acquièrent avec le 10e choix de Draft 2007 des Falcons contre leurs deuxièmes choix de Draft 2007 et 2008 et leur 8e choix de Draft 2007. Ils se séparent juste après de leur quarterback titulaire la saison précédente, David Carr, et envoient un message fort de leur volonté de construire la franchise autour de Schaub.
Dès le début de la saison 2007, il est désigné titulaire, et il réalise deux très bons premiers matchs où il signe plus de 70 % de passes complétées et emmène son équipe au premier bilan de 2-0 de leur histoire. Il est toutefois victime de diverses blessures tout au long de la saison, ce qui ne lui permet de commencer que 11 matchs et de terminer avec des statistiques médiocres, avec 2 241 yards lancés pour 9 touchdowns et 9 interceptions. Il entraîne toutefois les Texans à un bilan de 8-8, le premier de leur histoire à ne pas être négatif.
La saison 2008 commence de manière délicate, par deux défaites où il signe de mauvaises performances (comme 3 interceptions contre les Titans). Il se reprend toutefois les semaines suivantes. Lors de la 6e semaine, il bat le record du plus grand nombre de yards lancés par un quarterback Texans avec 379, au cours d'une victoire contre les Dolphins de Miami. Victime d'une nouvelle blessure, il rate toutefois presque tout le mois de novembre et quatre matchs de suite. Il revient le 7 décembre, au cours d'une victoire contre les Packers de Green Bay où il bat son record de yards avec 414. Bien qu'il ait encore manqué plusieurs matchs, il termine la saison avec de bonnes statistiques (3 043 yards lancés, 66,1 % de passes complétées, 15 touchdowns et un rating de 92.7) et parvient à amener de nouveau son équipe à un bilan nul de 8-8.
En 2009, il entame l'ensemble des 16 matchs de saison régulière pour la première fois de sa carrière, et entraîne les Texans au premier bilan positif de leur histoire, avec 9 victoires pour 7 défaites. S'il manque encore une fois les play-offs, il réalise sa meilleure saison jusque-là, en menant la ligue au niveau du nombre de yards gagnés à la passe (4 770), du nombre de passes complétées (396) ou du nombre de yards par matchs (298). Aidé par un rating de 98.6, il est sélectionné pour son premier Pro Bowl, où il est d'ailleurs nommé MVP de cette rencontre.
Durant la saison 2010, il est légèrement moins utilisé par son équipe, qui commence à développer son jeu de course, par l'intermédiaire notamment d'Arian Foster. S'il signe une nouvelle saison intéressante sur le plan statistique, ces dernières sont toutefois en recul par rapport à l'an précédent. Mais surtout, malgré d'importants espoirs de réussite en début de saison, son équipe termine sur un bilan gênant de 6-10.

##### Saison 2011
Après avoir amélioré son système défensif durant l'inter-saison, son équipe commence la saison 2011 avec de grosses ambitions. Schaub ne déçoit pas, et mène son équipe à un bilan de 7-3 au terme des dix premiers matchs de la saison, soit le meilleur bilan jamais enregistré par les Texans à ce stade de la compétition. Toutefois, il se blesse au pied, au niveau de l'articulation du Lisfranc, au cours du 10e match de la saison et est placé sur la liste des blessés pour tout le reste de la saison. D'abord remplacé par Matt Leinart (qui se blesse également, dès son premier match), c'est finalement le rookie T. J. Yates qui prend l'équipe en main pour les derniers matchs de la saison.
Avec un bilan total de 10-6, les Texans remportent leur premier titre de Division Sud et accèdent pour la première fois aux play-offs. Bien que Schaub ait participé à cette qualification, sa blessure l'empêche également d'y participer et c'est Yates qui mène encore l'équipe pour sa première victoire en play-offs, avant d'être éliminée lors du match de Division par les Ravens de Baltimore.

##### Saison 2012
Malgré sa blessure la saison précédente, Schaub signe un nouveau contrat de quatre ans pour 62 millions de dollars avec les Texans, dès le début de la saison 2012. Son équipe et lui réalisent un excellent début de saison, terminant sur le bilan de 11-1 après 12 rencontres. Au cours de la 11e journée, il signe notamment la deuxième performance ex æquo de l'histoire pour ce qui est du nombre de yards lancés en un match, égalant les 527 yards de Warren Moon en 1990 et restant toutefois derrière les 554 yards de Norm Van Brocklin en 1951.
Bien que la fin de saison soit plus difficile (avec 3 défaites au cours des 4 derniers matchs), il mène les Texans au meilleur bilan de leur histoire avec 12-4, et leur permet de conserver leur titre de champion de la Division Sud, le premier qu'il remporte après avoir débuté tous les matchs de la saison. Sur le plan personnel, il finit toutefois avec des statistiques légèrement en recul, ayant engrangé 4 008 yards pour 22 touchdowns, 12 interceptions et un rating de 90.7. Cela ne l'empêche pas de recevoir la deuxième invitation au Pro Bowl de sa carrière.
Il commence son premier match de play-offs le 5 janvier 2013, à l'occasion d'une wild-card contre les Bengals de Cincinnati, que les Texans remportent sur le score de 19-13.

#### Avec les Raiders d'Oakland
Le 21 mars 2014, il est échangé contre le cinquième choix du sixième tour de la Draft 2014 de la NFL et rejoint les Raiders d'Oakland. Il est nommé joueur remplaçant derrière le rookie titulaire Derek Carr au début de la saison.
Il est libéré le 16 mars 2015.

#### Avec les Ravens de Baltimore
Le 31 mars 2015, Schaub signe un contrat d'un an d'un montant de 3 millions de dollars par les Ravens de Baltimore pour devenir quarterback remplaçant. Après que le quarterback titulaure, Joe Flacco subit une blessure mettant fin à sa saison en novembre 2015, Schaub devient le quarterback titulaire des Ravens.
En semaine 13, contre les Dolphins de Miami, Schaub subit une blessure à la poitrine, et Jimmy Clausen devient alors le quarterback titulaire.

#### Avec les Falcons d'Atlanta
Le 9 mars 2016, Schaub s'engage à nouveau avec les Falcons d'Atlanta comme joueur remplaçant pour Matt Ryan.
Le 8 mars 2017, il signe une prolongation de contrat de deux ans d'un montant de 9 millions de dollars.
Le 4 janvier 2021, le propriétaire des Falcons, Arthur Blake annonce que Schaub prendra sa retraite de la NFL.

## Statistiques
| Année              | Équipe              | MJ                 |         | Passes   | Passes | Passes | Passes | Passes | Passes | Passes  |       | Courses | Courses | Courses | Courses |
| Année              | Équipe              | MJ                 | Tentées | Réussies | Pct.   | Yards  | TD     | Int.   | Éval.  | Tentées | Yards | Moy.    | TD      |         |         |
| 2004               | Falcons d'Atlanta   | 6                  | 70      | 33       | 47,1   | 330    | 1      | 4      | 42,0   | 8       | 26    | 3,3     | 0       |         |         |
| 2005               | Falcons d'Atlanta   | 16                 | 64      | 33       | 51,6   | 495    | 4      | 0      | 98,1   | 9       | 76    | 8,4     | 0       |         |         |
| 2006               | Falcons d'Atlanta   | 16                 | 27      | 18       | 66,7   | 208    | 1      | 2      | 71,2   | 7       | 21    | 3,0     | 0       |         |         |
| 2007               | Texans de Houston   | 11                 | 289     | 192      | 66,4   | 2 241  | 9      | 9      | 87,2   | 17      | 52    | 3,1     | 0       |         |         |
| 2008               | Texans de Houston   | 11                 | 380     | 251      | 66,1   | 3 043  | 15     | 10     | 92,7   | 31      | 68    | 2,2     | 2       |         |         |
| 2009               | Texans de Houston   | 16                 | 583     | 396      | 67,9   | 4 770  | 29     | 15     | 98,6   | 48      | 57    | 1,2     | 0       |         |         |
| 2010               | Texans de Houston   | 16                 | 574     | 365      | 63,6   | 4 370  | 24     | 12     | 92,0   | 22      | 28    | 1,3     | 0       |         |         |
| 2011               | Texans de Houston   | 10                 | 292     | 178      | 61,0   | 2 479  | 15     | 6      | 96,8   | 15      | 9     | 0,6     | 2       |         |         |
| 2012               | Texans de Houston   | 16                 | 544     | 350      | 64,3   | 4 008  | 22     | 12     | 90,7   | 21      | -9    | -0,4    | 0       |         |         |
| 2013               | Texans de Houston   | 10                 | 358     | 219      | 61,2   | 2 310  | 10     | 14     | 73,0   | 5       | 24    | 4,8     | 0       |         |         |
| 2014               | Raiders d'Oakland   | 11                 | 10      | 5        | 50,0   | 57     | 0      | 2      | 27,9   | -       | -     | -       | -       |         |         |
| 2015               | Ravens de Baltimore | 2                  | 80      | 52       | 65,0   | 540    | 3      | 4      | 76,0   | 4       | 10    | 2,5     | 0       |         |         |
| 2016               | Falcons d'Atlanta   | 4                  | 3       | 1        | 33,3   | 16     | 0      | 0      | 52,1   | 2       | -2    | -1,0    | 0       |         |         |
| 2017               | Falcons d'Atlanta   | 0                  | -       | -        | -      | -      | -      | -      | -      | -       | -     | -       | -       |         |         |
| 2018               | Falcons d'Atlanta   | 3                  | 7       | 5        | 71,4   | 20     | 0      | 0      | 74,1   | 1       | 0     | 0,0     | 0       |         |         |
| 2019               | Falcons d'Atlanta   | 6                  | 67      | 50       | 74,6   | 580    | 8,7    | 3      | 1      | 109,0   | 3     | -3,0    | 0       |         |         |
| 2020               | Falcons d'Atlanta   | 1                  | -       | -        | -      | -      | -      | -      | -      | 3       | -4    | -1,3    | 0       |         |         |
| Totaux en carrière | Totaux en carrière  | Totaux en carrière | 3 348   | 2 148    | 64,2   | 25 467 | 136    | 91     | 89.5   | 196     | 353   | 1,8     | 4       |         |         |